# Coelioxys leptura
Coelioxys leptura là một loài Hymenoptera trong họ Megachilidae. Loài này được Illiger mô tả khoa học năm 1806.